# Have It All
«Have It All» (с англ. — «Получить всё») — дебютный сольный студийный альбом американского певца Эй Джей Маклина, участника группы Backstreet Boys, выпущен в Японии и Южно-Восточной Азии. Выпуск альбома в США запланирован на лето 2011 года. С 9 марта в Европе, Канаде и с 16 марта в США возможно прибрести импортированный экземпляр альбома.

## История создания
В 2001 году во время интервью каналу MTV Эй Джей спел фрагмент песни «Happy», над которой он работал для сольного проекта. Во время турне группы в поддержку альбома «Never Gone» (2005—2006) Маклин неоднократно упоминал в интервью, что работает над своим сольным альбомом и одна из песен будет о его взаимоотношениях с отцом. В августе 2007 года Эй Джей посетил сольный концерт своего партнёра по группе Брайана Литтрелла и, поднявшись на сцену, исполнил песню собственного сочинения «What If». Перед выпуском группой альбома «Unbreakable» певец рассказывал, что сотрудничество с Джейси Чейзесом (участником группы ’N Sync) не ограничилось только этим альбомом. Чейзес пишет песни и для сольного альбома Эй Джея. В рамках концертного тура в поддержку «Unbreakable» каждый из участников группы исполнял сольную песню. Эй Джей выбрал динамичную «Drive by Love».
В 2007—2008 годах Алекс работал в студии, записывая дебютный альбом с помощью Райана Теддера (группа OneRepublic), Джейси Чейзеса (группа 'N Sync) и известного автора песен Кристиана Лундина. Стиль альбома он сам характеризует как «полностью отличающийся от стиля Backstreet Boys и являющийся отражением его внутреннего мира». Говоря о звучании альбома, Алекс говорит: «Мы записывали его частично в Нэшвилле — отсюда влияние южного рока. Также чувствуется стиль Сан-Франциско и Лос-Анджелеса.
Этот альбом действительно показывает другую сторону моей личности». Эй Джей изначально планировал участвовать только в создании одной или двух песен, предоставив написание песен продюсерам, но в итоге каждая песня на альбоме написана в соавторстве с ним. В песне «Sincerely Your’s», написанной совместно с Дэном Макалой, Эй Джей рассказывает о сложных отношениях со своим отцом. Запись песни далась нелегко из-за нахлынувших эмоций, однако певец принял решение оставить «сырую» версию, записанную со второй попытки.
С концертов в Голливуде в марте 2008 года начался его сольный тур, где использовался записанный в студии материал. Тур по странам Европы начался 15 мая в Лондоне, продолжился в Германии, Швеции, Нидерландах, Дании и Франции. Песня «Mr. A», в создании которой Эй Джей принимал участие вместе с Кристианом Лундином, была записана группой для нового альбома «This Is Us». Певец решил выпустить её на своём сольном альбоме, в некоторых местах присутствует вокал других участников группы, Ника и Брайана. В июле 2008 года Джейси Чейзес упоминает в интервью, что он снова работает с Эй Джеем. Во время промотура группы в поддержку альбома «This Is Us» в сентябре 2009 года Маклин рассказал, что он будет давать сольные концерты во время перерыва в ходе концертного тура группы. Также упоминалось о его сольных концертах в Японии в начале 2010 года. В октябре стало известно имя альбома, «Have It All». Стиль альбома артист характеризует как «сочетание рока, фанка и танцевальной музыки». Обложка альбома снята другом певца, скандальным фотографом Тайлером Шилдсом.

## Синглы и релиз
Первым синглом стала песня «Teenage Wildlife», написанная Джейси Чейзесом. Съёмка музыкального видео состоялась 15-16 января 2010 года. Режиссёром и хореографом клипа является Уэйд Робсон.
За первую неделю продаж в Японии альбом разошёлся в количестве 4 347 экземпляров и занял 34 строчку в хит-параде альбомов. На 18 февраля продажи альбома в Японии составляли 9 651 экземпляров.

## Критика
По мнению рецензента газеты Asia One, Эй Джей ещё раз определяет себя исполнителем, который отказывается быть втиснутым в рамки поп-музыки. На альбоме найдется что-нибудь для каждого: поклонника Backstreet Boys, рок-н-ролла и даже евродэнс.

## Список композиций

### Основная версия
1. Teenage wildlife (Джейси Чейзес, Джеймс Харри, Саймон Уилкокс) — 3:16
2. Have it all (Эй Джей Маклин,Кристиан Лундин, Карл Фальк) — 3:24
3. London (Эй Джей Маклин,Кристиан Лундин, Карл Фальк) — 3:15
4. Gorgeous (Эй Джей Маклин, Кристиан Лундин) — 3:28
5. What if (Эй Джей Маклин, Кристиан Лундин) — 3:53
6. Drive by love (Эй Джей Маклин,Кристиан Лундин, Карл Фальк) — 3:24
7. Love crazy (Эй Джей Маклин, Джейси Чейзес, Дэвид Морис) — 3:58
8. Sincerely your’s (Эй Джей Маклин, Дэн Макала, Линди Роббинс) — 3:38
9. I quit (Эй Джей Маклин, Бен Гловер, Дэн Макала) — 2:48
10. I hate it when you’re gone (Эй Джей Маклин, Дэн Макала, Реджи Хэмм, Чак Батлер) — 3:24
11. What it do (Эй Джей Маклин, Марк Хадсон) — 4:06

| №   | Название песни                                                        | Версия альбома | Версия альбома         | Версия альбома         |
| №   | Название песни                                                        | Япония         | Япония (подар.издание) | Япония (спец. издание) |
| --- | --------------------------------------------------------------------- | -------------- | ---------------------- | ---------------------- |
| 12. | Mr. A (Эй Джей Маклин, Карл Фальк, Кристиан Лундин, Рами Якоб) — 3:02 | •              | •                      | •                      |
| 13. | Teenage wildlife (K.Ando-OHC remix) — 5:35                            |                | •                      | •                      |
| 14. | Teenage wildlife (Acapella) — 5:35                                    |                | •                      | •                      |

### Подарочное издание
Подарочное издание было выпущено 12 мая 2010 года в Японии. Диск содержит все песни с основной версии альбома и 3 бонус-трека (включая песню «Mr. A»). К диску также прилагается книга с фотографиями.

### Специальное издание
Издание включает в себя два диска: CD, содержащий все песни с основной версии альбома и 3 бонус-трека (включая песню «Mr. A»), а также DVD с музыкальным видео на первый сингл и другими материалами.

## Хит-парады
| Страна | Высшая позиция | Примечание |
| ------ | -------------- | ---------- |
| Япония | 34             | [ 9 ]      |

## Даты выпуска
| Страна                                              | Дата выпуска           |
| --------------------------------------------------- | ---------------------- |
| Япония                                              | 20 января 2010         |
| Тайвань                                             | 5 февраля 2010         |
| Филиппины                                           | 12 февраля 2010        |
| Гонконг                                             | 12 февраля 2010        |
| Европа                                              | 9 марта 2010 (импорт)  |
| Канада                                              | 9 марта 2010 (импорт)  |
| Великобритания                                      | 16 марта 2010 (импорт) |
| Германия                                            | 16 марта 2010 (импорт) |
| США                                                 | 16 марта 2010 (импорт) |
| Франция                                             | 16 марта 2010 (импорт) |
| ЮАР                                                 | 23 марта 2010 (импорт) |
| Япония (подарочное издание) (специальное издание)   | 12 мая 2010            |
| Германия (подарочное издание) (специальное издание) | 12 мая 2010 (импорт)   |
| Франция (специальное издание)                       | 12 мая 2010 (импорт)   |
| США                                                 | лето 2010              |